# 曹庄镇 (砀山县)
曹庄镇，是中华人民共和国安徽省宿州市砀山县下辖的一个乡镇级行政单位。

## 行政区划
曹庄镇下辖以下地区：
曹庄村、科技新村、梨园新村、平安集村、回民许庄村、希望新村、洪河村和酒店张庄村。